# Corredor Ferroviario Bioceánico Central
El Corredor Ferroviario Bioceánico Central (CFBC) o Tren Bioceánico es un proyecto ferroviario, que planea unir los países de Perú y Brasil. Este conectaría el puerto de Santos, Brasil (Océano Atlántico), con el Megapuerto de Chancay en Perú (Océano Pacífico).
Uniría a dos países de Sudamérica con sus respectivos Megapuertos de Sudamérica que son de carácter Bioceánico. Su costo es de aproximadamente treinta mil millones de dólares.

## Proyecto

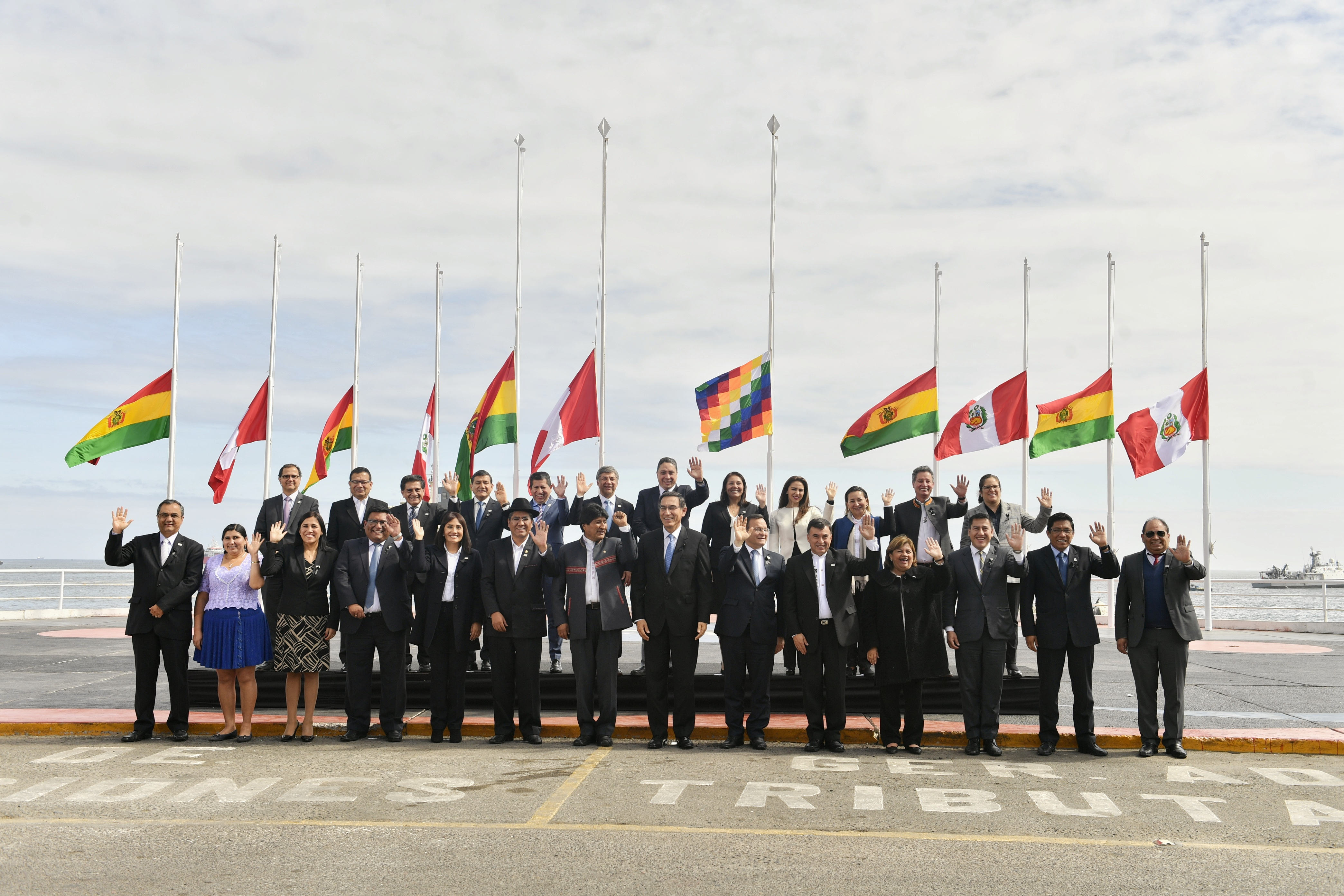
Encuentro entre los gobiernos de Perú y Bolivia en Ilo para tratar el tema del Corredor Ferroviario Bioceánico Central.

El proyecto nace en Bolivia el año 2013, inspirado por el Ferrocarril Transiberiano y el TrasAndino. El presidente Evo Morales junto a su gabinete conversó con el presidente de la República Popular China, Xi Jinping, sobre la posibilidad de construir un ferrocarril para vincular el Atlántico con el Pacífico entre Brasil, Bolivia y Perú. El presidente chino solicitó un estudio de prefactibilidad para el 2014.
La compañía ferroviaria española de vía estrecha, FEVE, le otorgó un crédito al gobierno boliviano para los estudios de interconexión y unidad técnica. El primer proceso de estudios están desarrollados por consultoras españolas, francesas y bolivianas la cual sería entregado en junio de 2014. En agosto de 2014, una misión de Bolivia busca el financiamiento por parte del gobierno chino.Durante la Cumbre de la Unión de Naciones Suramericanas (Unasur) realizada en diciembre, se priorizó el proyecto.
El proyecto contempla cuatro estudios estratégicos: el diseño básico de ingeniería, el estudio de mercado, el estudio estratégico y el estudio ambiental. Los cuatro estudios estarían listo hasta el 31 de diciembre.
Según el ministro de Obras Públicas, Servicios y Vivienda, Vladimir Sánchez, la primera fase es construir la vía según las características; la segunda es hacer un tren eléctrico, y una tercera fase es lograr que tenga doble vía. El proyecto busca orientar el 95% del flujo de comercio de Bolivia hacia el sur del Perú, así como la integración hacia Brasil. Durante el II Gabinete Ministerial Perú - Bolivia(noviembre de 2016), uno de los temas a tratarse fue la materialización del tren bioceánico, además de poder exportar e Importa con mucho mayor facilidad. Evo Morales asegura que el proyecto es favorable para Paraguay, Argentina y Uruguay.
En julio de 2022 se reunieron los Ministros de Obras y Transporte de Bolivia, Brasil, Perú y Paraguay, para determinar el avance mismo que se encuentra en un 70 %.
Actualmente hay estudios que conectan el Tren Bioceanico con los Puertos Santos Brasil (Atlántico) y Puerto Arica, Green Port y San Antonio Chile,  Puerto Ilo y Puerto  Corio en Perú, con su calado superior a los 30 metros (Pacífico).